# فين أندرسن
فين أندرسن هو سياسي دانمركي، ولد في 20 فبراير 1944.